# Palanga

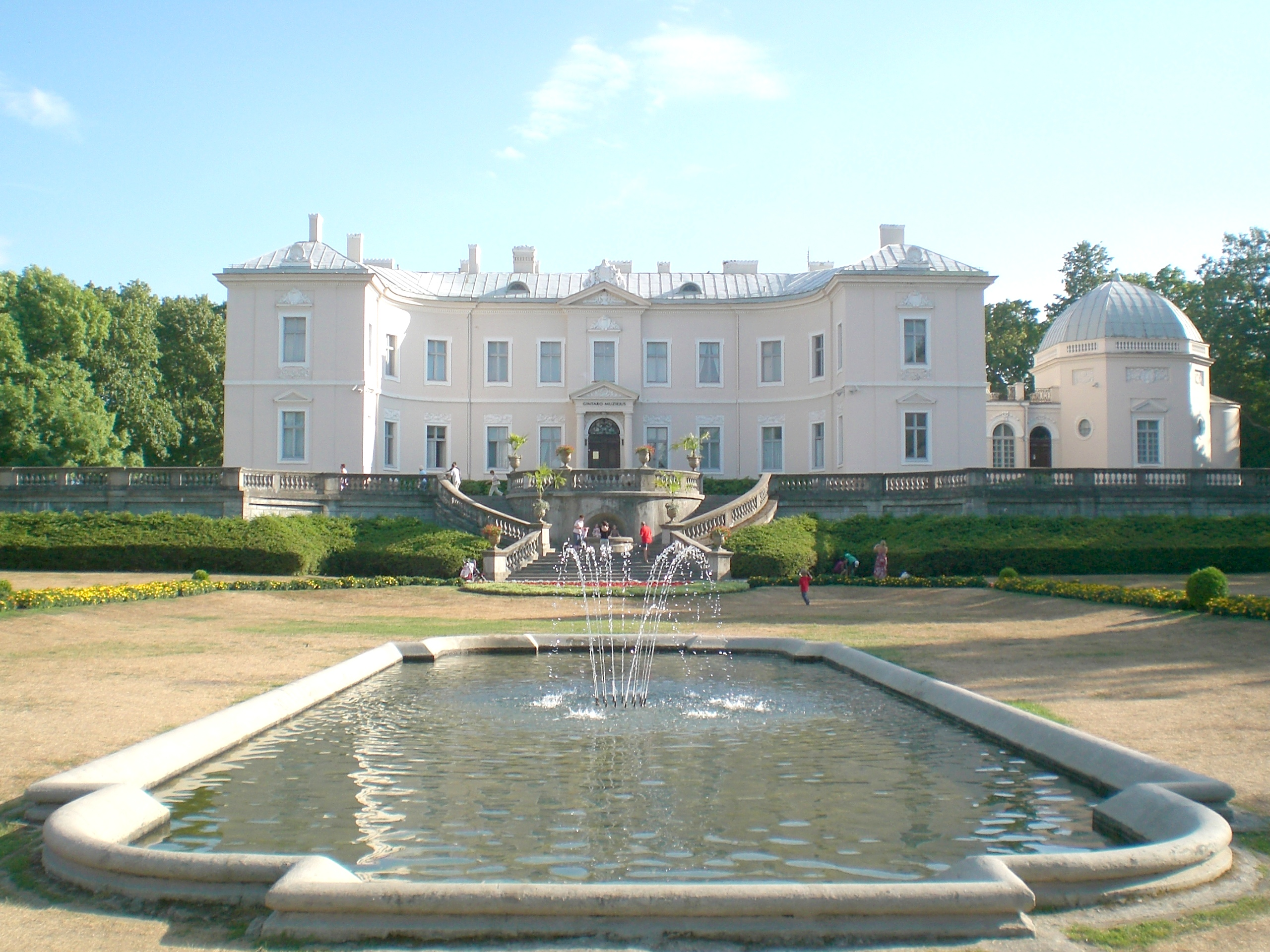
El Palacio Tiškevičiai actualmente alberga el Museo del Ámbar

Palanga (en alemán: Polangen; en polaco: Połąga) es una ciudad turística en el oeste de Lituania, a orillas del mar Báltico. Es el centro turístico de mayor actividad de verano en Lituania y cuenta con playas (18 km de largo y hasta 300 m de ancho) y dunas de arena. Oficialmente Palanga tiene el estatus de municipio e incluye a Šventoji, Nemirseta, Būtingė y otros asentamientos, que son considerados como parte de la ciudad.

## Transporte
Al municipio se accede por carretera desde Klaipėda y Šiauliai. No hay ferrocarriles en el municipio (la conexión ferroviaria más cercana está en Kretinga, la capital del distrito municipal de Kretinga). El Aeropuerto Internacional de Palanga, el tercero más grande de Lituania, ofrece vuelos de enlace a Reino Unido, Irlanda, Escandinavia, Alemania y la ciudad más grande en los países bálticos –Riga, Letonia. El aeropuerto está situado entre Palanga y Šventoji, y maneja más vuelos en el verano debido a la naturaleza turística del municipio.

## Ciudades hermanas
- Jūrmala, Letonia[2]
- Liepāja, Letonia
- Bergen auf Rügen, Alemania
- Kobuleti, Georgia
- Eilat, Israel
- Ustka, Polonia
- Simrishamn, Suecia
- Bucha, Ucrania

## Deporte

### Baloncesto
La ciudad está representada por el club de baloncesto Palanga Kuršiai en los campeonatos de la Liga Nacional de Baloncesto (NKL).

### Fútbol
Actualmente no hay ningún equipo en las principales categorías del fútbol lituano, tras la descalificación y desaparición del FK Palanga en el año 2019.